# Культура псковских длинных курганов
Культу́ра пско́вских дли́нных курга́нов (культура псковсконовгородских длинных курганов, культура псковско-мстинских длинных курганов) — раннесредневековая археологическая культура V—XI веков, распространённая на северо-западе России (Псковская, Новгородская, Ленинградская области).
Название получила по своему самому яркому отличительному признаку — погребальным насыпям удлинённой формы — длинным курганам (однако курганы, относящиеся к этой культуре, могут иметь и другую форму). Сформировалась в конце V — начале VI века. Наиболее поздние памятники этой культуры датируются уже началом — первой половиной XI века.
Основные памятники располагаются на берегах Псковского и Чудского озёр, в бассейнах таких рек как Великая, Плюсса, Луга, Мста, Ловать, а также в верхнем течении рек Западная Двина, Полота, Молога и в верховьях Волги. Самый северный могильник культуры псковских длинных курганов находится в Гатчинском районе Ленинградской области, неподалёку от деревни Заозёрье, на берегу Орлинского озера.

## Характерные особенности
Преобладают погребальные насыпи удлинённой формы, однако распространены и круглые курганы. Погребения совершены по обряду трупосожжения. Характерен малочисленный и невыразительный инвентарь, отсутствие дорогих предметов, престижного импорта и элитных захоронений.
Коллективные погребальные сооружения в виде удлинённых земляных насыпей иногда имели подпрямоугольную форму, иногда же переходили в валы, достигавшие нескольких десятков метров в длину при ширине 5—10 м. Высота курганов, как правило, очень невелика и редко достигает 1,50 м. Под насыпью длинных курганов обнаружены груды жжёных человеческих костей, иногда сложенных в глиняных сосудах или же в небольших ямках, выкопанных в земле. Насыпи сооружались не сразу, а постепенно — курган подсыпался и с каждым новым погребением всё больше вытягивался. Число погребений в длинных курганах достигает 6—8 и более.

## История изучения
Первые попытки исследования длинных курганов относятся к сер. XIX — нач. XX века. Первые предположения о датировке и этнической принадлежности высказал А. А. Спицын, интерпретировав их как погребальные насыпи летописных кривичей.
Следующую попытку осмысления предпринял Н. Н. Чернягин в 1930-х годах в своде, обобщающем результаты разведок и раскопок на территории СССР. Он также связал памятники с кривичами, длинные и встречающиеся вместе с ними круглые курганы с сожжением, датировав их VI—IX веками.
В послевоенный период изучение этой категории древностей активизируется, к ней обращаются многие исследователи, начинается исследование поселенческих памятников относящихся к культуре псковских длинных курганов. Широко обсуждались вопросы культурно-этнической принадлежности и датировки (С. А. Тараканова, Я. В. Станкевич, В. В. Седов), проводится сопоставление псковских, смоленских и полоцких длинных курганов (В. В. Седов, Е. А. Шмидт).
В конце XX — начале XXI века исследователи возвращаются к проблеме хронологии этой культуры. Предпринимаются попытки выделить как ранние памятники (И. А. Бажан, С. Ю. Каргапольцев, И. Вернер, М. М. Казанский, Н. В. Лопатин, А. Г. Фурасьев), так и более поздние (Е. Р. Михайлова, С. Л. Кузьмин).

## Этническая принадлежность
В 1970—1990-х годах формируются две основные точки зрения на этническую принадлежность этой культуры. По первой — это памятники славянского или славяно-балтского (И. И. Ляпушкин, В. В. Седов, Е. Н. Носов), а по второй — дославянского «чудского» (С. Лаул, Г. С. Лебедев) населения.
Версию происхождения курганов сформулировала эстонский археолог М. Аун. По её мнению, курганный обряд развивался в Восточной Эстонии от погребальных площадок с большим числом захоронений до насыпей с одиночными погребениями на вершине.
В 1974 году В. В. Седов издал монографию, посвящённую длинным курганам. По его мнению культура сформировалась в результате миграционных потоков славянского и балтского населения, в основном, из бассейна Вислы и разделяется на два вида: псковские длинные курганы и смоленско-полоцкие длинные курганы. Носители культуры псковских длинных курганов являлись представителями разнообразного в этническом отношении населения, включавшего в себя как местный финский элемент, так и доминирующий аллохтонный славянский компонент.
По мнению В. В. Седова, допустимо предположение, что носители этой культуры именовались кривичами. В современном латышском языке слово русские звучит как krievi. На первых порах латышские племена непосредственно соседствовали с носителями культуры длинных курганов, поэтому их имя и было распространено позднее на всё русское население.
Археолог Е. Р. Михайлова склоняется к мнению о принадлежности культуры длинных курганов к дославянскому населению северо-запада нынешней России. Эта культура появляется на рубеже V—VI веков, резко выделяясь на общем фоне обрядом погребения в курганах, источником которого является балтская культура восточнолитовских курганов. Какое-то время культура процветает и полностью исчезает в X — начале XI века, растворившись в складывающейся древнерусской культуре. По мнению Е. Р. Михайловой, материальная культура связана с древнерусской культурой Северо-Западной Руси. Комплексы вещей соответствуют «минимальному» набору женских украшений Новгородской земли. В этнокультурном смысле женский костюм можно отнести к словенскому костюму.
Н. В. Лопатин полагает, что культура псковских длинных курганов (вместе с тушемлинской и колочинской) складывалась при участии населения, относившегося к кругу Заозёрье — Узмень (наиболее северный вариант киевской культуры, которая принимается им за славянскую). С этим кругом памятников (рассеянных вдоль границы Смоленской и Псковской областей) Лопатин связывает «первую волну массовой славянизации территории Северной Белоруссии и Северо-Запада России».
Вопрос об этнокультурной принадлежности раннесредневековых погребальных древностей на озёрах в верховьях Волги (в Тверской области) в настоящий момент далёк от своего решения. Топонимист В. Л. Васильев отмечает, что территория культуры отчасти совпадает с ареалом разновременной балтской гидронимии.
Е. Р. Михайлова отмечает, что «тезис о существовании уже в это время общности под названием „кривичи“, которая через несколько сот лет под тем же именем, на тех же территориях и без особых изменений будет известна авторам повести временных лет, нуждается в дополнительных доказательствах». Культура псковских длинных курганов является скорее культурно-исторической общностью с отчётливыми различиями между отдельными регионами.

## Палеогенетика
У представителя культуры псковских длинных курганов из кургана с трупосожжением могильника «Девичьи горы» у озера Сенница, жившего 1200±100 лет назад, была определена Y-хромосомная гаплогруппа N1a1 (ранее N1c) и митохондриальная гаплогруппа H2.

## Наследие культуры
Исследователи оценивают влияние культуры псковских длинных курганов на последующие как ключевое. Большинство из них видит в ней культуру, оказавшую влияние на культуру новгородских сопок (VIII—X века), а затем ставшую вместе с последней основой древнерусской культуры Новгорода и Пскова.